# Scottville (Queensland)
Pour les articles homonymes, voir Scottville.
Scottville est une ancienne zone d'administration locale, petite ville et localité située dans la région de Whitsunday, dans l'État du Queensland, en Australie,.
Scottville se trouve dans la zone d'extraction de charbon du bassin de Bowen. Elle est située à 4 kilomètres au sud de la grande ville de Collinsville. Scottville se trouve dans la zone d'administration locale de Whitsunday, dont le siège administratif est situé à Proserpine, à 89 km à l'est.

## Crédit d'auteurs
- (en) Cet article est partiellement ou en totalité issu de l’article de Wikipédia en anglais intitulé « Scottville, Queensland » (voir la liste des auteurs).